# Polyura galaxia
Polyura galaxia är en fjärilsart som beskrevs av Butler 1865. Polyura galaxia ingår i släktet Polyura och familjen praktfjärilar. Inga underarter finns listade i Catalogue of Life.